# Iniciativa Socialista de Izquierdas
Iniciativa Socialista de Izquierdas (ISI) es un partido español de ideología socialista democrática surgido en 2002 como una escisión del Partido de Acción Socialista (PASOC). Esta escisión estuvo motivada por la decisión del PASOC de abandonar Izquierda Unida, formación en la que ISI estuvo integrada hasta 2011. Durante ese periodo admitía afiliados no adscritos a esa formación.
Actualmente mantiene una relación de colaboración permanente con organizaciones como Izquierda Abierta (IzAb), Convergencia por Extremadura (CEX), Ezker Batua (EB-B), Nova Esquerda Galega (NEG), Compromís y Espacio Plural y forma parte de la coalición La Izquierda que aboga por la creación, de cara a futuras convocatorias electorales, de un frente de izquierdas que pueda romper el bipartidismo en el Estado español.

## Historia

### Antecedentes
Los orígenes del partido se encuentran el VII Congreso Federal de Partido de Acción Socialista (PASOC), celebrado en Madrid en abril de 2001. A iniciativa de Alonso Puerta, los delegados aprobaron su salida de la estructura orgánica de Izquierda Unida (IU) y la recuperación de su soberanía, con el respaldo del 63,5% de los votos emitidos -61-, frente al 32,2 por ciento -31 votos- que abogaba por seguir orgánicamente en IU.
Estos últimos, contrarios al abandono, se vieron en la tesitura de desligarse del PASOC y constituir corrientes internas socialistas dentro de IU. Así, en la Comunidad de Madrid nació la Corriente Socialista, liderada por Inés Sabanés y Franco González. En Andalucía se fundaría la corriente Izquierda Socialista de Andalucía (ISA), cuyo portavoz sería Antonio Criado Barbero.

«Esperamos contar con todos los socialistas que necesitan un nuevo proyecto más acorde con sus ideas. Bastará con sentirse socialista para poder entrar a formar parte de esta nueva corriente».
Antonio Criado, El País, 30 de octubre de 2001.

En 2002 se constituyó como partido político, con una estructura federal, bajo la definitiva denominación de Iniciativa Socialista de Izquierdas (ISI), y con Antonio Criado como su secretario general.
En mayo de 2013 celebra un Congreso en la localidad catalana de El Masnou en el cual se reelige secretario general a Antonio Criado Barbero y se formaliza la fusión con Compromiso Socialista (CS), de Castilla y León, y con la Unión de la Izquierda Socialista de Aragón (UISA), manteniendo éstas su denominación y pasando a ser los referentes de ISI en sus respectivas regiones; dicho evento contó con la presencia de representantes de EB-B, IzAb y Republicanos.

## Rasgos ideológicos
- Socialismo democrático vinculado a la tradición de Pablo Iglesias.
- Organización asamblearia y federal.
- Profundización en la democracia participativa.
- Reivindicación de los derechos sociales y económicos: vivienda digna, transporte público, empleo de calidad, educación y sanidad públicas, dignificación de las personas mayores.
- Desarrollo sostenible y endógeno.
- Republicanismo federal.
- Pacifismo, ecologismo y feminismo.
- Mantenimiento de la ética socialista.